# Sankt Leonhard im Pitztal
Sankt Leonhard im Pitztal est une commune autrichienne du district d'Imst dans le Tyrol.